# Lophoptera paranthyala
Lophoptera paranthyala là một loài bướm đêm trong họ Noctuidae.